# Бабы (станция)
Бабы (пол. Baby) — пассажирская и грузовая железнодорожная станция в селе Бабы в гмине Мощеница, в Лодзинском воеводстве Польши. Имеет 2 платформы и 2 пути. 
Станция 3 класса построена на линии Варшаво-Венской железной дороги в 1846 году, когда эта территория была в составе Царства Польского.В 1868 году станции присвоен 2 класс, в 1889 году у станции 4 класс.
В 1886 году окончена постройка каменного пассажирского здания, начатая в 1885 году.
В 1899 году от станции был проложен подъездной путь к мануфактурному заводу Круше и Энгера "Мощеница", длиной 0,294 версты. 
В 1900 году устроен  подъездной путь на 121 версте в карьер гравия "Рациборовице" длиной 2,200 вёрст